# Elias Bredsdorff

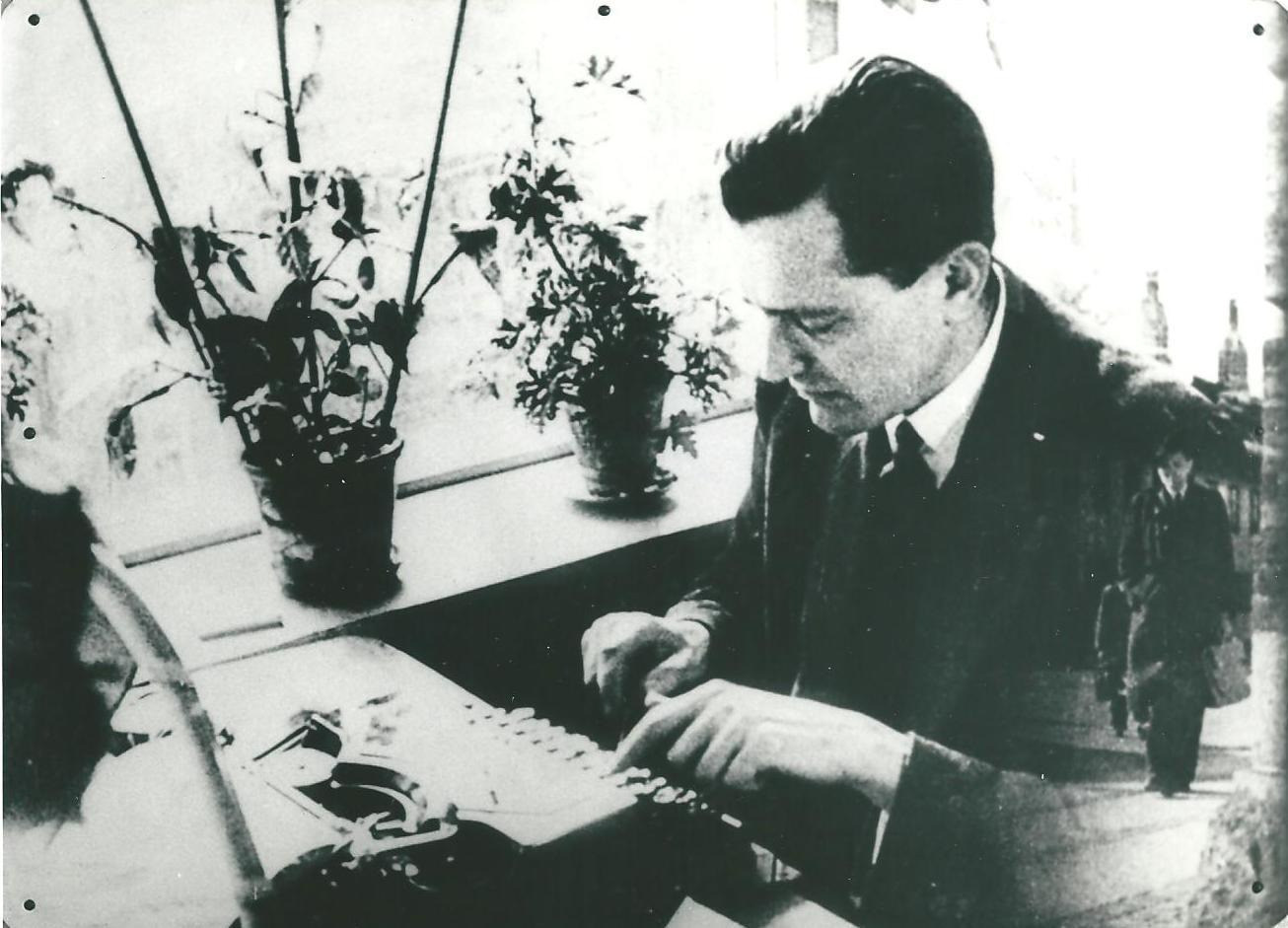
Elias Bredsdorff.

Elias Lunn Bredsdorff, född 15 januari 1912 på Roskilde Højskole, död 8 augusti 2002, var en dansk författare och litteraturhistoriker. Han var aktiv i den danska motståndsrörelsen under ockupationen under andra världskriget. Han var en av organisationen Frit Danmarks ledare 1943–1946 och tillsammans med Kate Fleron redaktör för  dess medlemstidning.
Bredsdorff var son till läraren Thomas Bredsdorff och blev student vid katedralskolan i Roskilde 1930. Han var ordförande i studentrådet vid Köpenhamns Universitet 1933–1934 och i Studentersamfundet 1934–1935.
Elias Bredsdorff var "Queen Alexandra Lecturer" vid University College London 1946–1949, "lecturer in Danish" vid Universitetet i Cambridge 1949–1960 och "Reader in Scandinavian Studies" och prefekt där 1960-1979.
År 1964 blev han filosofie doktor vid Köpenhamns Universitet, vice ordförande i Dansk Forfatterforening 1983 och ledamot av Videnskabernes Selskab 1975.
Elias Bredsdorff gjorde en betydande insats för att sprida kännedom om dansk litteratur utomlands. Han gav ut bibliografier och antologier översatta till engelska. Hans Hans Christian Andersen: an introduction to his life and works gavs ut 1987.